# Turai István
Turai István, Till (Budafok, 1925. május 31. – Törökbálint, 2007. szeptember 30.) válogatott labdarúgó, kapus.

## Pályafutása

### Klubcsapatban
A Vasas labdarúgója volt. Megbízható, jól helyezkedő kapus volt, akinek kifutásai is megfelelőek voltak. Az élvonalban rövid ideig játszott.

### A válogatottban
1949-ben egy alkalommal szerepelt a válogatottban. Megfelelő tapasztalatok nélkül, mint ifjú reménység került a válogatott keretbe. 1949. április 10-i Csehszlovákia elleni bemutatkozása nem járt sikerrel. A magyar csapat 5–2-es vereséget szenvedett és többet nem szerepelt a nemzeti tizenegyben.

## Sikerei, díjai
- Magyar labdarúgókupa
  - győztes: 1952

## Statisztika

### Mérkőzése a válogatottban
| Magyarország | Magyarország      | Magyarország | Magyarország  | Magyarország | Magyarország | Magyarország | Magyarország | Magyarország |
| #            | Dátum             | Helyszín     | Hazai         | Eredmény     | Vendég       | Kiírás       | Gólok        | Esemény      |
| ------------ | ----------------- | ------------ | ------------- | ------------ | ------------ | ------------ | ------------ | ------------ |
| 1.           | 1949. április 10. | Prága        | Csehszlovákia | 5 – 2        | Magyarország | Európa-kupa  | -            |              |
|              | Összesen          |              |               | 1            | mérkőzés     |              | 0            | gól          |